# Underlængde
En underlængde er en betegnelse, der bruges i kalligrafi og typografi om den del at et bogstav, der befinder sig under grundlinjen.
I det latinske alfabet drejer det sig om følgende bogstaver: g, j, p, q, y.